# Ярослав. Тысячу лет назад
«Яросла́в. Ты́сячу лет наза́д» — российский полнометражный художественный историко-приключенческий фильм 2010 года, созданный в рамках подготовки к 1000-летию Ярославля.

## Сюжет
События фильма происходят около 1010 года, примерно в конце ростовского правления сына Владимира «Крестителя Руси» — Ярослава, которого позже станут называть «Мудрым».
Уже двадцать лет, как Ярослав поставлен отцом управлять восточными землями верхнего поволжья, там, где на северо-востоке Руси, в глухих непроходимых лесах живут ещё не обращённые в христианство финно-угорские и редкие ещё для этих мест славянские племена. Эти племена миролюбивы, в большинстве своём «не знают оружия», из-за чего являются объектом жестокого отлова и продажи в рабство. Занимаются отловом и продажей лесных жителей как пришедшие сюда с запада русские князья и бояре, так и юго-восточные соседи — булгары и хазары, переправляющие по Волге свежепойманных рабов на юг, в центры мировой работорговли.
В фильме показана борьба ростовского князя Ярослава с явной и тайной работорговлей на своих землях, любовная история между ним и дочерью вождя некоего выдуманного авторами фильма «племени медведей» Райдой, стремление Ярослава к объединению местных лесных племён вокруг Ростова и к распространению среди них христианства. В своём правлении Ярослав опирается на своих древних родственников — отряд наёмных северных воинов-варягов. Однако варяги также до сих пор не являются христианами, из-за чего между ними и «русскими» часто возникает непонимание и даже открытые предательство и вражда.
Центральное событие фильма — основание князем Ярославом города Ярославля на месте разрушенного «языческого» капища «племени медведей».

## В ролях
- Александр Ивашкевич — Ярослав (озвучивал Денис Беспалый)
- Светлана Чуйкина — Райда
- Алексей Кравченко — Харальд
- Виктор Вержбицкий — Святозар
- Валерий Золотухин — Чурила
- Павел Хрулёв — Венд
- Елена Плаксина — Желана
- Фёдор Шувалов — Илюша, сын Ярослава
- Борис Токарев — Мелей
- Владимир Антоник — Вышата
- Юрий Ваксман — Будый
- Константин Милованов — Будимир
- Сергей Генкин — Горазд
- Георгий Назаренко — отец Феодор
- Роман Курцын — воин
- Александр Гизгизов — Алдан, главарь банды разбойников
- Анора Халматова — Туна, женщина Алдана
- Алексей Дмитриев — Кирд

## Съёмочная группа
- Автор сценария: Марина Кошкина при участии Дмитрия Коробкина
- Режиссёр-постановщик: Дмитрий Коробкин
- Исторический консультант: Сергей Каинов
- Оператор-постановщик: Дмитрий Коробкин
- Композиторы: Андрей Комиссаров, Глеб Матвейчук
- Художник-постановщик: Мария Турская
- Продюсеры: Вадим Быркин, Олег Сурков

## История создания
В план по подготовке к празднованию 1000-летия Ярославля вошла съёмка игрового фильма об основателе города князе Ярославе Мудром. В 2008 году Роскультура провела конкурс, в котором победило ООО «Анна Домени. Агентство стиля», специализирующееся в «продакт-плейсменте» — размещении скрытой рекламы в фильмах. С «Анна Домени», для которой это был один из первых самостоятельных проектов по съёмке фильма, был заключён государственный контракт о государственной финансовой поддержке в 1 млн долларов. Остальные 4 млн долларов — собственные средства компании и частные инвестиции. Изначально планировалось потратить 10—12 млн долларов, но бюджет картины удалось сократить благодаря экономическому кризису, позволившему уменьшить стоимости услуг, арендные платы и выплаты специалистам и актёрам.
Съёмки фильма прошли в 2009 году в Тутаевском районе Ярославской области, где за 6 месяцев был построен деревянный город. Для воспроизведения эпохи использовались архивы Ярославского и Ростовского музеев-заповедников, в качестве консультантов привлекались историки.
В массовых сценах были задействованы жители Тутаева, а также актёры местных театров.
К фильму был снят клип на песню известного автора-исполнителя Сергея Трофимова «Царство Божие», ставшую основным музыкальным мотивом фильма.
Российская премьера фильма состоялась 14 октября 2010 года. Предпремьерный показ состоялся в Ярославле 2 октября (сбор от двух первых сеансов будет направлен на лечение пострадавшей в аварии ярославской школьницы), а также 5 октября — на сторожевом корабле Балтийского флота «Ярослав Мудрый».
Фильм вышел на DVD 5 ноября 2010 года.